# 峰碧山圓覺寺

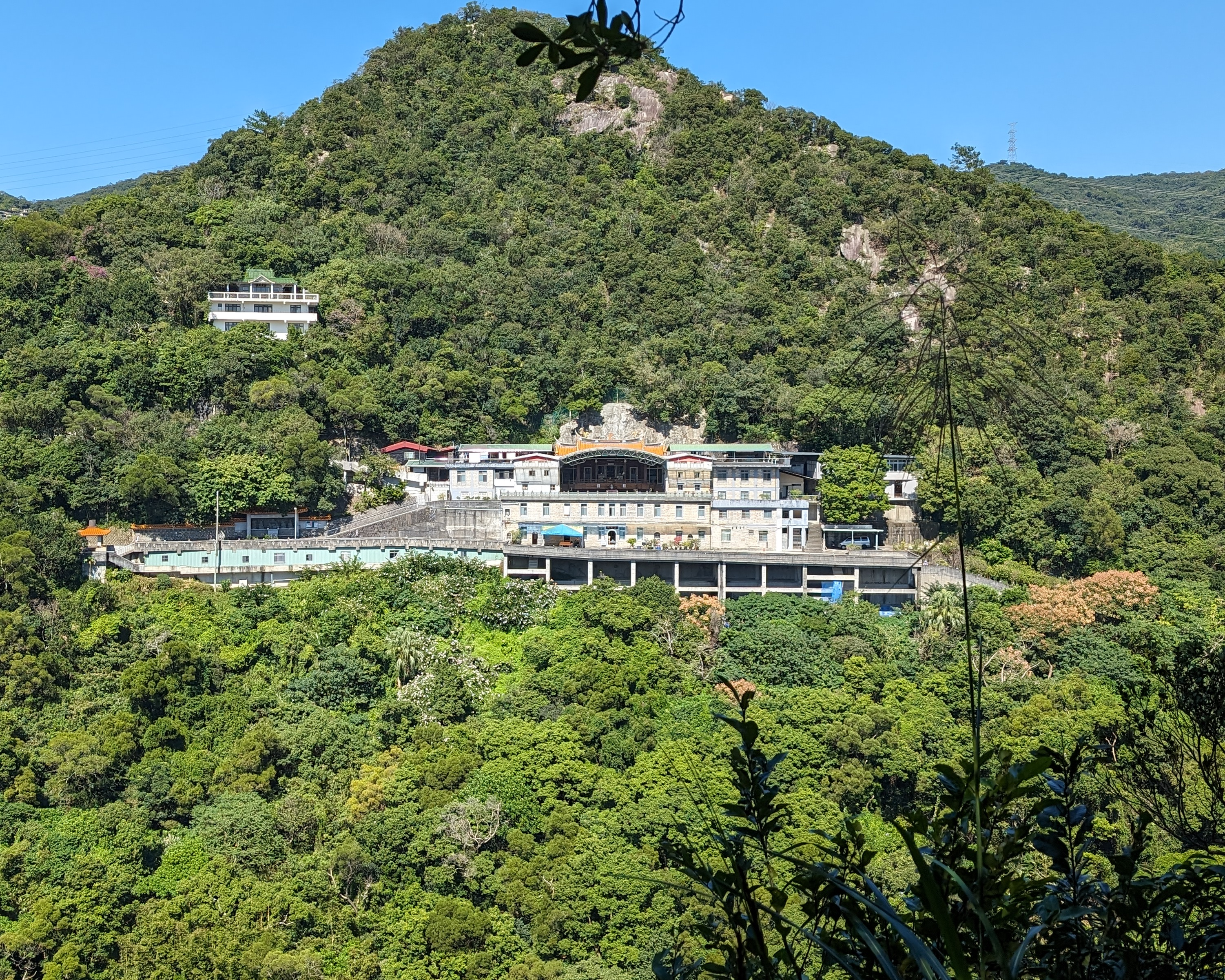
峰碧山圓覺寺

峰碧山圓覺寺又稱內湖圓覺寺，位於台灣台北市內湖區碧山路，為主祀釋迦牟尼之佛寺。建寺於日治時期大正十三年（1924年）。該廟宇的組織型態為管理委員會制，祭典日期則是每年農曆之二月十七至二月十九，另七月及九月也均有祭典。

## 歷史

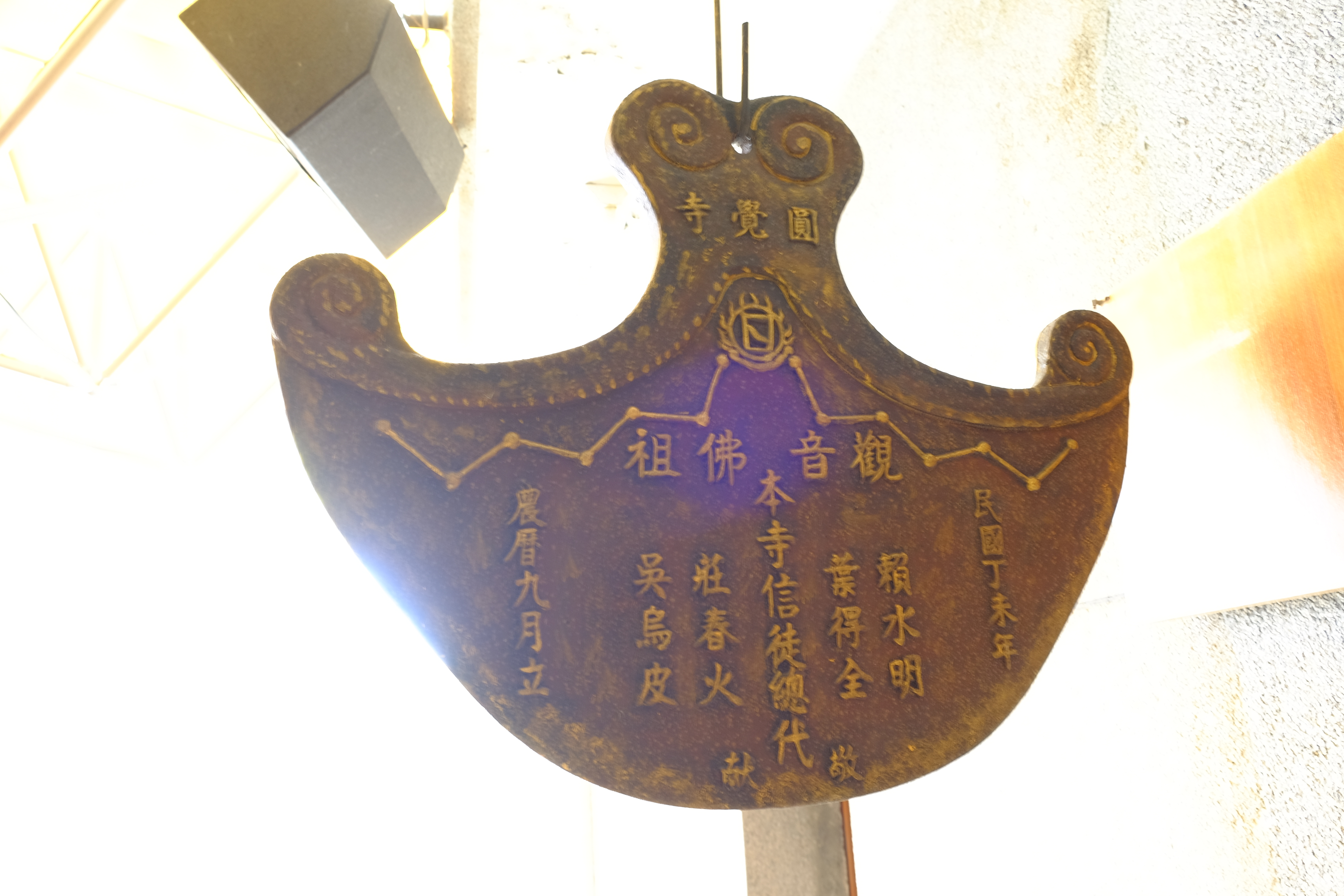
圓覺寺雲版

為內湖區最早設立的佛教寺院，位於碧山路39號，主祀三聖佛釋迦牟尼佛、阿彌陀佛和藥師佛。
該寺位處圓覺尖山（舊稱小尖山，海拔290公尺）山腰處，坐北朝南，背靠圓覺尖山，面向鯉魚山；其建築多由砂岩石條所砌成，景觀樸實厚重，環境清幽。
圓覺寺曾流傳一則為驗證該寺的地理風水故事，稱建寺之前，先在大雄寶殿中心點，挖一地洞，埋入一塊三十公分正方的紅布、十二條紅色棉線和十二個染紅色的生鮮雞蛋，等待一個月後再取出，檢視雞蛋完好無變質，則是吉地。

## 住持簡介
開山住持達淨法師（1880－1930），俗名廖守加，內湖新坡尾人，未開寺前是內湖碧山巖的住持，早年師承五股觀音山凌雲禪寺開山住持本圓法師，現此寺存有當寺開山達淨大和尚紀念碑，碑文如下:

明治十三年一月十四日生 昭和五年十月朔日寂
守加為諱 達淨號焉 姓是廖氏 內湖生緣 苗而有秀 晚出塵瀍 染衣薙髮
拜師本圓 南方問法 瞻撥□年 再歸碧峰 振打爺拳 頓領的旨 佛時仔肩
花園分座 圓覺開筵 表曝湖海 眼目人天 享齡五十 痊履何遄 維德維道
難以言宣 春雲由冉 春水潺潺
維時昭和甲戌歲三月下浣 第二世陳捷妙建   現臨濟護國禪寺住持 傳法沙門乾嶺撰文    昭和八年十二月二十六日建立

## 圓覺瀑布
圓覺瀑布又稱內湖瀑布，自日治時期即是內湖八景之一，位於圓覺寺東側，沿溪谷下行即可到達，絹秀的瀑布和雄渾的巨石，是郊遊的好地方。

## 資料來源
- 台北市內湖區公所【內湖區志】

- 內湖文化史工作室【內湖傳家寶-圓覺寺章節】

- 內湖圓覺寺開山大和尚紀念碑@ 時空旅人:: 隨意窩Xuite日誌